# Міністерство оборони Азербайджану

Герб Збройних сил Азербайджану

Міністерство оборони Азербайджанської Республіки (азерб. Azərbaycan Respublikasının Müdafiə Nazirliyi) — урядове міністерство Азербайджану, пов'язане з азербайджанськими військами. Міністерство відповідає за захист Азербайджану від зовнішніх загроз, збереження його територіальної цілісності, ведення війни від імені Азербайджану (наприклад, нинішній внесок Азербайджану у війну з тероризмом в Афганістані та Іраці) та нагляд за азербайджанським сектором Каспійського моря та повітряним простором. Міністра оборони призначає на посаду і звільняє з посади президент Азербайджану, який є головним командувачем Збройних сил цієї країни.
Міністром оборони є Закір Гасанов.

## Історія
Першим міністром Азербайджанської Демократичної Республіки був генерал Хосров бей Султанов, який був призначений міністром першого уряду 28 травня 1918 року. Відповідно до Плану дій, затвердженого парламентом щодо формування армії, до 1 листопада 1919 року мали бути створені важливі структури та підрозділи. За вказаний час мали бути створені артилерійська дивізія, дві піхотні дивізії, що складалися з трьох полків, спеціального телеграфного, кавалерійського та кулеметного взводів, залізничних батальйонів. Ще одним пріоритетом уряду Азербайджанської Демократичної Республіки було створення Міністерства оборони. Жоден з міністрві оборони офіційно так і не був призначеним. Але Хосров-бей Султанов виконував обов'язки міністра з 28 травня по 11 червня 1918 року. Міністерство оборони Азербайджанської Демократичної Республіки було створене рішенням, прийнятим 23 жовтня 1918 року. Після оформлення рішення Фаталі-хана Хойського призначили міністром оборони. 26 грудня 1918 року на посаду вступив генерал-лейтенант російської артилерії Самад-бей Мехмандаров. Генерал-лейтенант Аляга Шихлінський призначив начальником Генерального штабу свого заступника та генерал-лейтенанта Сулеймана Шулкевича. Оскільки Міністерство оборони було офіційно розпущено внаслідок окупації Азербайджану військами СРСР 1920 року, їх функції було делеговано Народному військовому комісаріату, а більшовики стратили 15 з 21 генерала армії Азербайджану.
У розпаді СРСР та політичних заворушень в Азербайджані наприкінці 1980-х років азербайджанські військові відіграли важливу роль у боротьбі за та утриманні влади.
Міністерство оборони було створено 5 вересня 1991 року за рішенням Вищої ради Азербайджанської РСР. Через місяць, 9 жовтня того ж року, були створені Збройні сили Азербайджану.

## Міжнародне військове співробітництво
Основні напрямки міжнародного військового співробітництва:
- Двостороннє та багатостороннє співробітництво з країнами регіону та за його межами;
- Співпраця з євроатлантичними структурами;
- Співпраця з міжнародними організаціями та оборонно-промисловими комплексами зарубіжних країн;
- Співпраця у військовій, військово-політичній та військово-технічній сферах для вдосконалення системи військової безпеки;
- Вивчайте нові програми та механізми
- Розширення участі в інспекційних заходах, передбачених Віденським документом 2011 р. «Про заходи щодо довіри та зміцнення безпеки» та Договору 1990 р. «Про звичайні збройні сили в Європі» (ЗЗСЄ);
- Розширення діяльності, пов'язаної з виконанням зобов'язань та зобов'язань, що випливають із співпраці з міжнародними організаціями та військовими організаціями іноземних держав у сфері міжнародного військового співробітництва;
- Забезпечення ефективної підготовки військовослужбовців та підрозділів, участь яких планується в миротворчих операціях, вивчення міжнародного досвіду та можливостей застосування, щоб сприяти підвищенню рівня бойової підготовки та її сумісності.

### Співпраця зОБСЄ
Міністерство оборони Азербайджанської Республіки підтримує Управління особистого представника чинного голови ОБСЄ у проведенні моніторингу припинення вогню на лінії протистояння збройних сил Вірменії та Азербайджану, а також на державному кордоні.

### Співпраця зНАТО
Азербайджанська Республіка приєдналася до програми «Партнерство заради миру» (ПФП) під керівництвом НАТО 4 травня 1994 р., До процесу планування та перегляду НАТО (ПАРП) у 1996 р. Азербайджан приєднався до програми військової підготовки та освіти НАТО, спрямованої на вдосконалення школи для сержантів у Збройних Силах Азербайджану, програми підготовки молодших офіцерів та включення предмету «Стратегія та оборонне планування» до освітньої програми Академії збройних сил як новий модуль. Азербайджан став партнером в операціях під проводом НАТО в Косово та Афганістані і робить внесок у місію Альянсу в Афганістані, розмістивши в цій країні свої миротворчі сили. Крім того, за порадою НАТО, Азербайджан розробив стратегічні документи щодо оборони та безпеки, а також зробив вдосконалення в цьому напрямку. Окрім цього, НАТО та Азербайджан співпрацюють щодо реорганізації підрозділів відповідно до стандартів НАТО та щодо розвитку можливостей контролю та управління кожною збройною службою.

### Співпраця зМКЧХ
Співпраця між Міністерством оборони Азербайджанської Республіки та Міжнародним комітетом Червоного Хреста (МКЧХ) охоплює питання надання навчальних матеріалів з міжнародного гуманітарного права (МГП) для Збройних Сил Азербайджану, читання лекцій з МГП у Військовій академії Збройних Сил, проводячи тренінги та семінари з МГП для військовослужбовців, забезпечуючи їх участь у регіональних та міжнародних курсах, здійснює моніторинг умов життя цивільного населення в районах поблизу Лінії протистояння (ЗС) збройних сил Вірменія та Азербайджан, відвідуючи ці місця, створюють умови для сільськогосподарської діяльності цивільного населення, що проживає поблизу Лінії протистояння збройних сил Вірменії та Азербайджану, шляхом запуску деяких соціально орієнтованих проектів, співпраці в організації та проведенні гуманітарної допомоги.

## Військова освіта
Система військової освіти в Міністерстві оборони складається з навчальних закладів, що спеціалізуються на військових та інших відповідних відомствах, які головним чином зосереджуються на навчанні та формуванні кваліфікованого та патріотично налаштованого персоналу, який, як очікується, буде виконувати обов'язки та завдання збройних сил і в той же час мати адекватні знання на основі освітніх стандартів країни для гарантування оборони та безпеки Азербайджану. Права та обов'язки працівників, які працюють у цій галузі, положення та принципи та, нарешті, загальний контроль за системою військової освіти визначаються на основі «Закону про освіту Азербайджанської Республіки».
Для того, щоб закінчити перший ступінь навчання, студенти повинні навчатися у спеціальних середніх навчальних закладах імені К. Нахчиванського та військових середніх школах імені Гейдара Алієва. Наступними пунктами подальшого навчання є нарядники (включаючи курси підстаршин) додаткових військових навчальних закладів. Студенти можуть отримати вищу освіту на рівні бакалавра та магістра у військових закладах, таких як Азербайджанська вища військова школа імені Гейдара Алієва та Військовий коледж Збройних Сил.

### Навчальні заклади при Міністерстві
- Військовий коледж збройних сил Азербайджану
- Навчально-виховний центр Збройних Сил
- Азербайджанська вища військова академія імені Гейдара Алієва
- Азербайджанська вища військова авіаційна школа
- Азербайджанська вища військова морська школа
- Військовий ліцей імені Джамшида Нахчіванського
- Військовий ліцей імені Гейдара Алієва.[2]

## Список міністрів
| № | Президент | Президент                                                                                 | Термін повноважень    | Термін повноважень  | Термін повноважень | Партія     | Уряд                 | Обраний | Посилання |
| № | Портрет | Ім'я                                                                                      | Зайняв посаду         | Залишив посаду      | Днів               | Партія     | Уряд                 | Обраний | Посилання |
| - | --- | ----------------------------------------------------------------------------------------- | --------------------- | ------------------- | ------------------ | ---------- | -------------------- | ------- | --------- |
| 1 | | Хосров-бей Султанов Xosrov bəy Sultanov (1879–1947) Xosrov bəy Sultanov (1879–1947)       | 27 травня 1918 р      | 11 червня 1918 р    | 15                 | Іттіхад    | Мамед Емін Расулзаде | 1918    | [ 3 ]     |
| 1 | Won the Battle of Baku; Established two infantry divisions consisting of three regiments, artillery division, special telegraph, cavalry and machine gun platoons, railway battalions. | Хосров-бей Султанов Xosrov bəy Sultanov (1879–1947) Xosrov bəy Sultanov (1879–1947)       |                       |                     |                    |            |                      |         | [ 3 ]     |
| 2 | | Фаталійський хан Хойський Fətəli-xan Xoyski (1875–1920)Fətəli-xan Xoyski (1875–1920)      | 7 листопада 1918 року | 25 грудня 1918 року | 48                 | Незалежний | Топчубашов           | 1918    | [ 4 ]     |
| 2 | |                                                                                           |                       |                     |                    |            |                      |         | [ 4 ]     |
| 3 | | Самад-бей Мехмандаров Səməd bəy Mehmandarov (1855–1931) Səməd bəy Mehmandarov (1855–1931) | 25 грудня 1918 року   | 28 квітня 1920 року | 731                | Незалежний | Топчубашов           | 1918    | [ 5 ]     |
| 3 | 1920 Ganja revolt; Failed to slow down the advance of 11th Red Army on Azerbaijan Democratic Republic.                                                                                 | Самад-бей Мехмандаров Səməd bəy Mehmandarov (1855–1931) Səməd bəy Mehmandarov (1855–1931) |                       |                     |                    |            |                      |         | [ 5 ]     |

### Керівники військового управління Азербайджанської РСР
Народні комісари з військових та морських справ Азербайджанської РСР
| № | Голова  | Голова                                                                       | Термін повноважень  | Термін повноважень  | Термін повноважень | Партія | Уряд                           | Обраний | Посилання |
| № | Портрет | Ім'я                                                                         | Зайняв посаду       | Залишив посаду      | Днів               | Партія | Уряд                           | Обраний | Посилання |
| - | ------- | ---------------------------------------------------------------------------- | ------------------- | ------------------- | ------------------ | ------ | ------------------------------ | ------- | --------- |
| 1 |         | Чингіз Ілдирим Çingiz İldırım (1890–1938)                                    | 28 квітня 1920 року | 5 червня 1920 року  | 38                 | ВКП(б) | Гусейнов Мірза Давуд Багірогли | -       | [ 6 ]     |
| 1 |         |                                                                              |                     |                     |                    |        |                                |         | [ 6 ]     |
| 2 |         | Алігейдар Гараєв Aliheydar Garayev (1896–1938) Aliheydar Garayev (1896–1938) | 5 червня 1920 року  | 20 червня 1920 року | 15                 | ВКП(б) | Гусейнов Мірза Давуд Багірогли | -       | [ 7 ]     |
| 2 |         |                                                                              |                     |                     |                    |        |                                |         | [ 7 ]     |

### Азербайджанська Республіка
| № | Президент | Президент                                       | Терміни         | Терміни         | Терміни | Партія                      | Уряд              | Обраний | Посилання |
| № | Зображення | Ім'я                                            | Початок         | Кінець          | Днів    | Партія                      | Уряд              | Обраний | Посилання |
| - | --- | ----------------------------------------------- | --------------- | --------------- | ------- | --------------------------- | ----------------- | ------- | --------- |
| 1 | | Валех Баршалди Valeh Bərşadlı (1927–1999)       | 5 вересня 1991  | 11 грудня 1991  | 97      |                             | Аяз Муталібов     | 1991    | [ 8 ]     |
| 1 | |                                                 |                 |                 |         |                             |                   |         | [ 8 ]     |
| 2 | | Тажеддин Мехдієв Tacəddin Mehdiyev (19??–)      | 11 грудня 1991  | 17 лютого 1992  | 68      |                             | Аяз Муталібов     | 1971    |           |
| 2 | |                                                 |                 |                 |         |                             |                   |         |           |
| – | | Шахин Мусаєв Şahin Musayev (19??–)              | 17 лютого 1992  | 24 лютого 1992  | 7       |                             | –                 | –       | [ 9 ]     |
| – | Capture of Garadaghly. | Шахин Мусаєв Şahin Musayev (19??–)              |                 |                 |         |                             |                   |         | [ 9 ]     |
| 3 | | Tahir Aliyev Tahir Əliyev (1952–)               | 24 лютого 1992  | 16 березня 1992 | 21      |                             | –                 | 1992    | [ 10 ]    |
| 3 | Khojaly Massacre. | Tahir Aliyev Tahir Əliyev (1952–)               |                 |                 |         |                             |                   |         | [ 10 ]    |
| 4 | | Рахим Ґазієв Rəhim Qazıyev (1943–)              | 17 березня 1992 | 20 лютого 1993  | 340     | Народний фронт Азербайджану | Абульфаз Ельчибей | 1992    |           |
| 4 | Capture of Shusha. | Рахим Ґазієв Rəhim Qazıyev (1943–)              |                 |                 |         |                             |                   |         |           |
| 5 | | Дадаш Рзаєв Dadaş Rzayev (1935–)                | 20 лютого 1993  | 17 червня 1993  | 147     | Народний фронт Азербайджану | Абульфаз Ельчибей | 1993    | [ 11 ]    |
| 5 | Sacked by President Abulfaz Elchibey for taking a part during skirmishes during the Ganja revolt.                                                                             | Дадаш Рзаєв Dadaş Rzayev (1935–)                |                 |                 |         |                             |                   |         | [ 11 ]    |
| – | | Сафар Абиєв Səfər Əbiyev (1950–)                | 17 червня 1993  | 7 серпня 1993   | 51      | Партія «Новий Азербайджан»  | –                 | –       |           |
| – | |                                                 |                 |                 |         |                             |                   |         |           |
| – | | Вахід Мусаєв Vahid Musayev (1947–1999)          | 7 серпня 1993   | 25 серпня 1993  | 18      | Партія «Новий Азербайджан»  | –                 | –       | [ 12 ]    |
| – | Arresting for being part of coup d'état attempt against Heydar Aliyev. | Вахід Мусаєв Vahid Musayev (1947–1999)          |                 |                 |         |                             |                   |         | [ 12 ]    |
| 6 | | Маммадрафі Маммадов Məmmədrəfi Məmmədov (1942–) | 2 вересня 1993  | 6 лютого 1995   | 522     | Партія «Новий Азербайджан»  | Гейдар Алієв      | 1993    | [ 13 ]    |
| 6 | Bishkek Protocol. | Маммадрафі Маммадов Məmmədrəfi Məmmədov (1942–) |                 |                 |         |                             |                   |         | [ 13 ]    |
| 7 | | Сафар Абиєв Səfər Əbiyev (1950–)                | 6 лютого 1995   | 22 жовтня 2013  | 6833    | Партія «Новий Азербайджан»  | Гейдар Алієв      | 1995    |           |
| 7 | During Abiyev's tenure as defense minister, Azerbaijan has signed military cooperation agreements with Turkey, the United States, Pakistan and others; Partnership for Peace. | Сафар Абиєв Səfər Əbiyev (1950–)                |                 |                 |         |                             |                   |         |           |
| 8 | | Закір Хасанов Zakir Həsənov (1959–)             | 22 жовтня 2013  |                 | 4171    | Партія «Новий Азербайджан»  | Гейдар Алієв      | 2013    | [ 14 ]    |
| 8 | |                                                 |                 |                 |         |                             |                   |         | [ 14 ]    |